# سيت (آيت سليلو صاغرو)
سيت هو دُوَّار يقع بجماعة انقوب، إقليم زاكورة، جهة درعة تافيلالت في المملكة المغربية. ينتمي الدوّار لمشيخة آيت سليلو صاغرو التي تضم 9 دواوير. يقدر عدد سكانه بـ 664 نسمة حسب الإحصاء الرسمي للسكان والسكنى لسنة 2004.

## روابط خارجية
- البوابة الوطنية للجماعات الترابية نسخة محفوظة 12 مارس 2018 على موقع واي باك مشين.
- المندوبية السامية للتخطيط